# Tijuana
Tijuana egy város Mexikó északnyugati részén, a Csendes-óceán partján. Alsó-Kalifornia állam legnépesebb települése, Mexikó egyik leggyorsabban növekvő városa.

## Történet
A területet korábban a vadászó-gyűjtögető kumiai népcsoport lakta, majd 1542-ben megérkeztek az európaiak: Juan Rodríguez Cabrillo bejárta a közeli partvidékeket, melyet 1602-ben Sebastián Vizcaíno térképezett fel. 1769-ben Juan Crespí részletesebb adatgyűjtést végzett a későbbi Tijuana-völgy névre keresztelt területen.
1829-ben aztán José María de Encheandía, Alsó- és Felső-Kalifornia kormányzója egy mintegy 100 km²-es földterületet adományozott Santiago Argüellónak. A terület neve Rancho Tía Juana volt, a város későbbi neve is ebből az elnevezésből alakult ki.
Amikor 1848-ban a mexikói–amerikai háború következményeképp Mexikó elvesztette egész Felső-Kaliforniát, ez a terület nemzetközi határvidékké vált, így új szerepet kapott. Tijuana életében a legfontosabb dátum 1889. július 11-e, amikor is Argüello leszármazottai és Augustín Olvera megállapodást kötöttek arról, hogy megkezdik a város kiépítését.
Kezdetektől fogva jelentős volt Tijuanában a turizmus. Az 1915-ben kezdődő Panama-kaliforniai Kiállítás rengeteg látogatót vonzott a közeli San Diego városba, ennek Tijuana is hasznát láthatta: egy tipikus mexikói népünnepéllyel csábítottak át számos turistát. Már ennek a rendezvénynek az alkalmával is tartottak lóversenyeket, később pedig az 1928-ban megnyitott Agua Caliente („forró víz”) turisztikai komplexumhoz kapcsolódóan létrejött egy nagyobb lóversenypálya is. Szintén ennek részeként nyílt meg egy hatalmas kaszinó, mely az USA-beli szesz- és szerencsejáték-tilalom idején rendkívül sok külföldit vonzott a városba. Azonban 1935-ben Lázaro Cárdenas elnök rendeletével véget vetett a szerencsejátékoknak az egész államban, így az Agua Caliente is bezárt, épületeit is lebontották.
A Mexikón belüli vándorlás következményeképpen a város lakossága gyors növekedésnek indult: 1940 és 1950 között 10 év alatt megháromszorozódott. Ezután azonban a turizmus profilt váltott: már nemcsak az éjszakai életre koncentráltak, hanem látnivalók és programok széles skáláját kínálták az odalátogatóknak.

## Földrajz

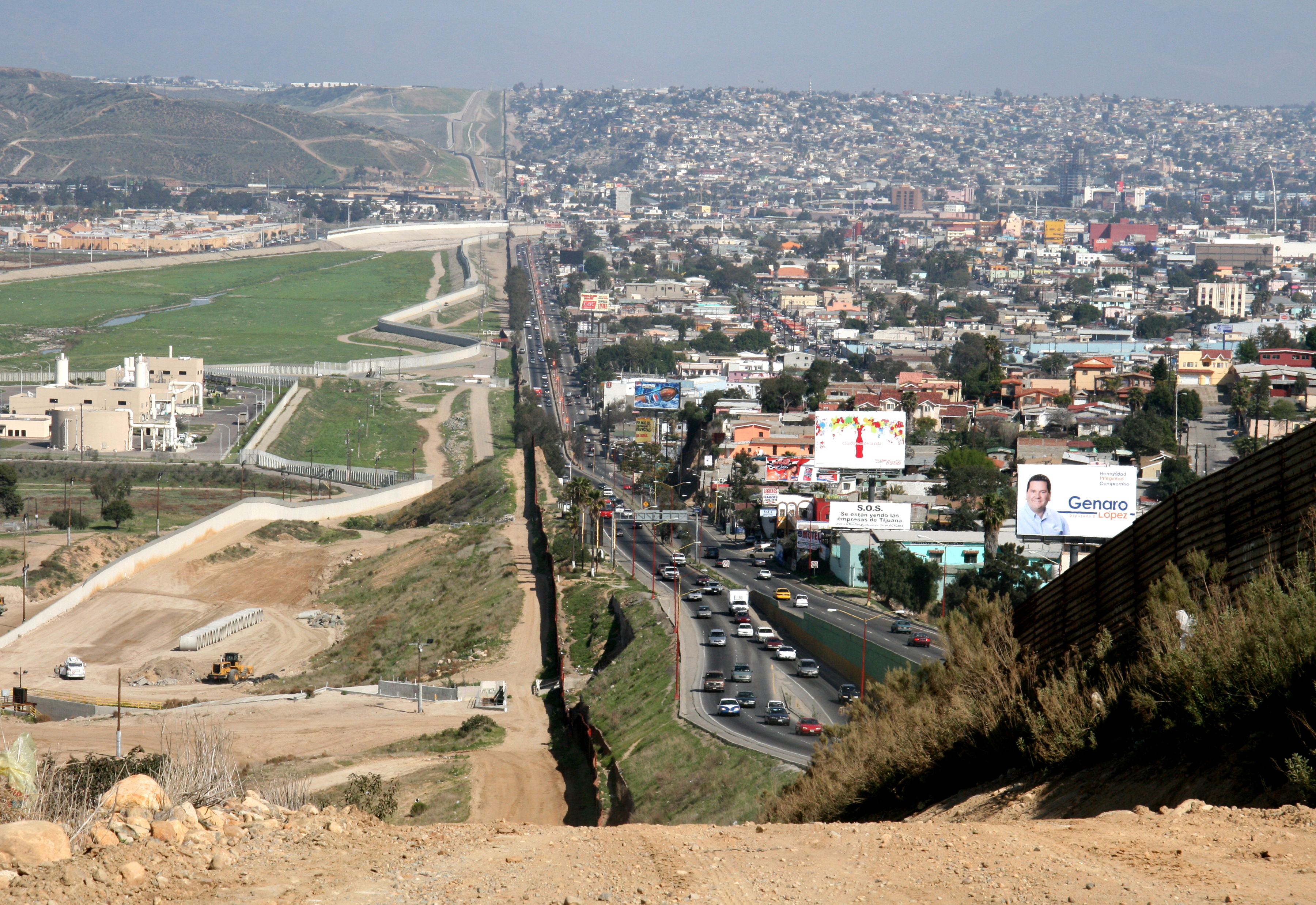
Határ az USA (balra) és Tijuana (jobbra) között

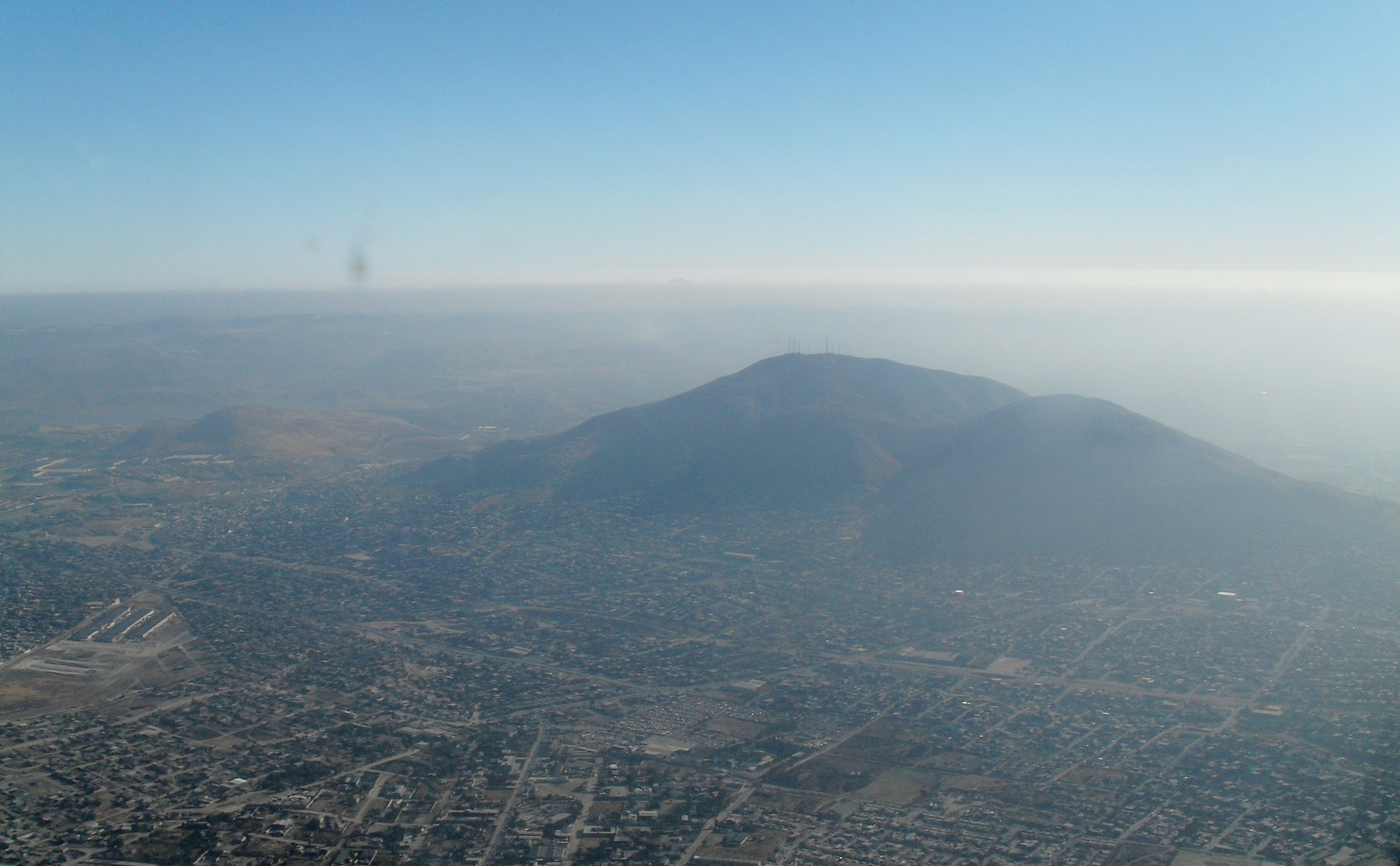
A város legmagasabb pontja, a Cerro Colorado

Tijuana Mexikó, és ezáltal egész Latin-Amerika legnyugatibb városa. Mintegy 210 km-re fekszik az állam fővárosától, Mexicalitól nyugatra.
Északon az USA (azon belül Imperial Beach városa) határolja, nyugatról a Csendes-óceán, délnyugaton Playas de Rosarito üdülőváros, a többi oldalról lakatlan, hegyekkel és kanyonokkal tagolt sivatagos területek. A város központi része a Tijuana-völgyben fekszik, melyen a csatornába terelt Tijuana folyó folyik keresztül. A város területéhez tartoznak az óceánban fekvő Coronado-szigetek (Islas Coronado) is.
Északi részén egy kb. 160 méteres tengerszint feletti magasságú, csaknem sík fennsík, a Mesa de Otay (Otay-fennsík) terül el, míg délen dombos-hegyes a vidék, de mára már ennek nagy része is beépült, részben illegális telepekkel. A szabálytalanul épült városrészek sokkal inkább ki vannak téve az áradások és az errefelé többször is érezhető földrengések káros hatásainak.
A város legalacsonyabb pontja az óceánparton található, míg legmagasabb pontja, a Cerro Colorado (Colorado-hegy) 552 m-es.

### Éghajlat
Tijuana éghajlata száraz mediterrán: a tél enyhe és csapadékos, a nyár forró és száraz, összességében az átlagos évi csapadékmennyiség kb. 250 mm.
A leghidegebb hónap a december és január, ekkor az átlaghőmérséklet 13–14 °C. Fagypont alá nagyon ritkán hűl a levegő, az eddig mért legalacsonyabb hőmérséklet -5 °C volt. Télen viszonylag gyakoriak az esők, de a legcsapadékosabb hónap a március. Az április, bár még mindig hűvös hónap, igen szeszélyes: az ez idő tájt gyakori, a szárazföld felől érkező Szent Anna-szelek akár 33 °C-os hőhullámok betörését is okozhatják. A legmelegebb hónapok a július, az augusztus és a szeptember: ekkor az átlaghőmérséklet 22–23 °C, de gyakran mérnek 40 °C feletti hőséget is.
A havazás igen ritka különlegességnek számít: bent a városban az utóbbi évtizedek során csak 1967-ben és 2007-ben hullott hó, illetve 2008-ban a hegyek magasabb részein.
| Hónap                                   | Jan. | Feb. | Már. | Ápr. | Máj. | Jún. | Júl. | Aug. | Szep. | Okt. | Nov. | Dec. | Év   |
| --------------------------------------- | ---- | ---- | ---- | ---- | ---- | ---- | ---- | ---- | ----- | ---- | ---- | ---- | ---- |
| Rekord max. hőmérséklet (°C)            | 34,5 | 39,0 | 34,0 | 36,0 | 38,5 | 41,8 | 39,0 | 41,0 | 40,4  | 41,5 | 39,0 | 37,0 | 41,8 |
| Átlagos max. hőmérséklet (°C)           | 20,3 | 20,8 | 20,5 | 22,1 | 23,6 | 25,7 | 27,8 | 28,1 | 27,6  | 25,4 | 23,2 | 21,1 | 23,9 |
| Átlaghőmérséklet (°C)                   | 13,6 | 14,3 | 15,0 | 16,1 | 18,5 | 20,5 | 22,2 | 22,8 | 22,3  | 19,2 | 16,5 | 14,0 | 17,9 |
| Átlagos min. hőmérséklet (°C)           | 6,9  | 7,8  | 9,6  | 10,2 | 13,4 | 15,3 | 16,5 | 17,5 | 17,0  | 13,1 | 9,8  | 6,9  | 12,0 |
| Rekord min. hőmérséklet (°C)            | −3,0 | 0,0  | 3,5  | 5,8  | 7,0  | 5,0  | 7,5  | 17,5 | 9,8   | 5,0  | 1,5  | −5,0 | −5,0 |
| Átl. csapadékmennyiség (mm)             | 43   | 43   | 62   | 20   | 3    | 1    | 1    | 0    | 5     | 9    | 32   | 36   | 255  |
| Forrás: Servicio Meteorológico Nacional |      |      |      |      |      |      |      |      |       |      |      |      |      |

### Vízrajz
A város fő folyója, a Río Tijuana, csak időszakos folyó. Mexikóban ered, majd 195 km megtétele után az USA területén éri el a Csendes-óceánt. A város területén részben betonból épült csatornákban folyik át. Legjelentősebb mellékfolyója az Arroyo de las Palmas („Pálmák patakja”).

## Városkép, épületek

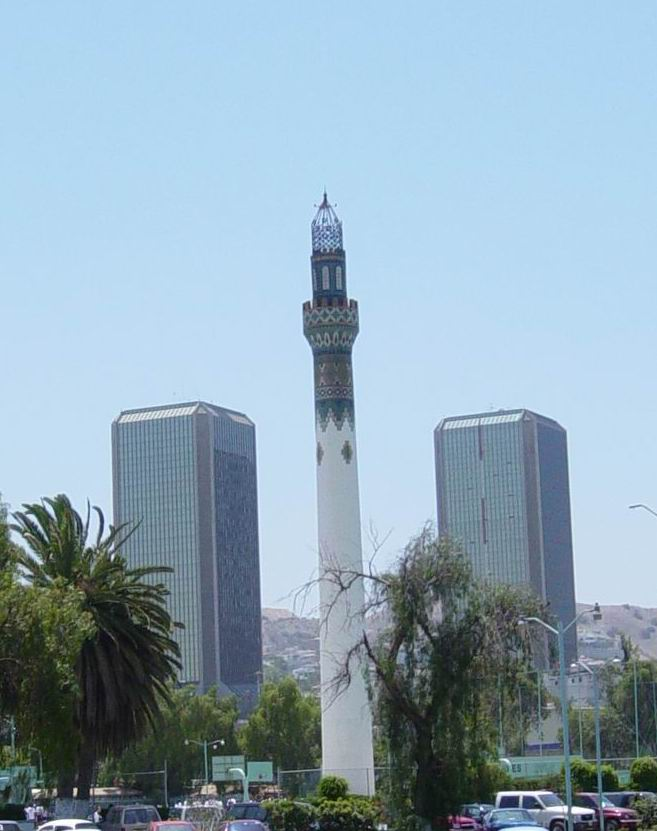
Las Torres, a városkép meghatározó épületei és egy minaret

A város területének legnagyobb részét kis méretű lakóházak foglalják el, a városképet meghatározó nagyobb épületek főként a belső területekre, leginkább Zona Río kerületre koncentrálódnak, kisebb részben az óceánpart környékére (Playas de Tijuana városrész). Az első igazán magas épületegyüttes (90 m), a város nyugati részén található Centro Commercial Torres de Agua Caliente (vagy Las Torres), 1982-ben épült. Az első 100 métert meghaladó építmény a Cuartel Morelos országzászló volt (1997), majd 2008-ban épült fel a 27 szintes Torre Diamante, melynek magassága a 102 m-t közelíti.

## Népesség
A város népessége igen sokszínű: ugyanúgy lakják Mexikó más tájáról idevándorolt emberek, mint a Föld más részeiről érkezők. Itt él egész Mexikó egyik legjelentősebb ázsiai közössége, melynek nagy részét kínaiak, kisebb részét japánok és koreaiak alkotják. Emellett sokan az Amerikai Egyesült Államokból is érkeznek ide az olcsóbb megélhetés miatt, de számos Dél- és Közép-Amerikából, illetve Olaszországból, Franciaországból, Spanyolországból és Libanonból érkező letelepedő is otthonául választotta Tijuanát.
A lakosság növekedése rendkívül gyors, ezt szemlélteti az alábbi táblázat:
| Év   | Lakosság  |
| ---- | --------- |
| 1940 | 21 971    |
| 1950 | 65 364    |
| 1980 | 461 267   |
| 1990 | 698 752   |
| 2000 | 1 148 681 |
| 2010 | 1 300 983 |

2007-ben elkezdtek terveket kidolgozni arra, hogy a várostól délkeleti irányban mintegy 20 km-re fekvő Pálmák Völgyében létrehozzák Valle de las Palmas települést. Itt az első 5 évben mintegy 100 000 lakás építését tervezték (2010-ig kb. 10 000 meg is épült), hosszú távon pedig (2030-ig) azt szeretnék elérni, hogy egy Tijuanával közel azonos méretű, tehát 1 millió fölötti lakosságú nagyváros épüljön ki ott.

### Vallás
A 2010-es népszámláláskor a város kb. 1 301 000 lakójából 97,7% válaszolt a vallással kapcsolatos kérdésre: kb. 971 500 fő (74,7%) római katolikusnak, kb. 186 400 (14,3%) egyéb keresztény vallásúnak mondta magát, kb. 2250-en (0,2%) más vallásúak, míg kb. 113 300-an állították (8,7%), hogy nem tartoznak egyik felekezethez sem.

## Kultúra

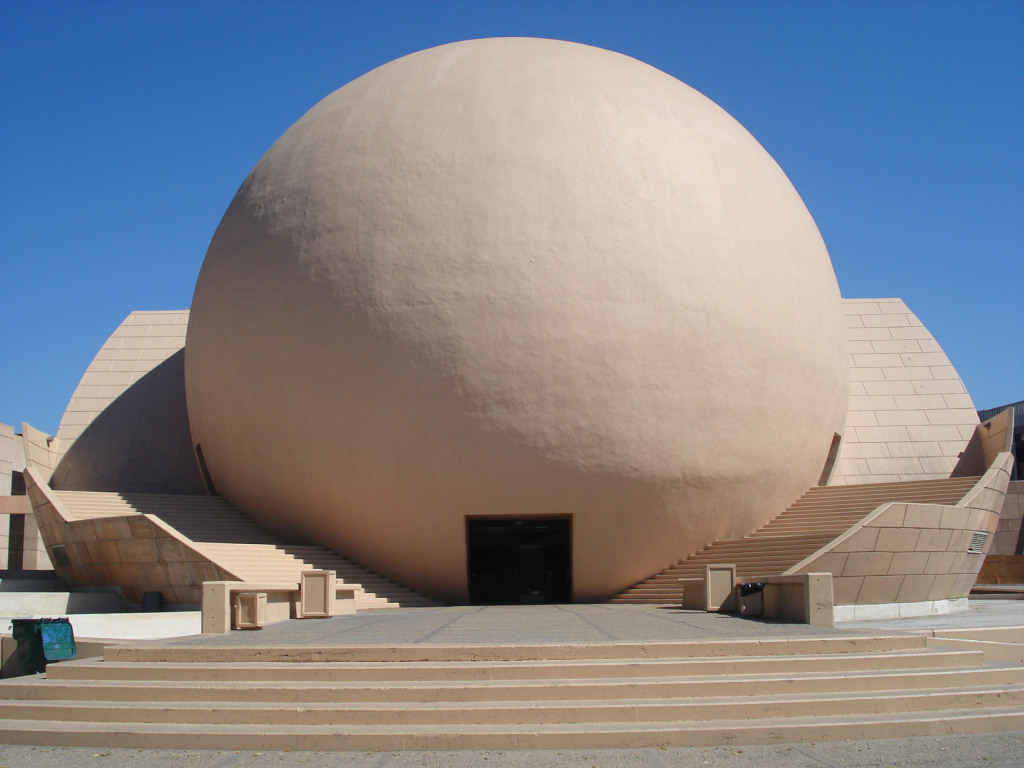
Tijuana kulturális központja

A város legjelentősebb kulturális központja a Centro Cultural Tijuana (CECUT), 1982-ben nyílt meg. Jellegzetes, gömbszerű épülete a város egyik jelképévé vált.
1994-től minden évben Tijuanában rendezik meg a Spanyol-Amerikai Gitárfesztivált (Festival Hispanoamericano de Guitarra).

## Sport

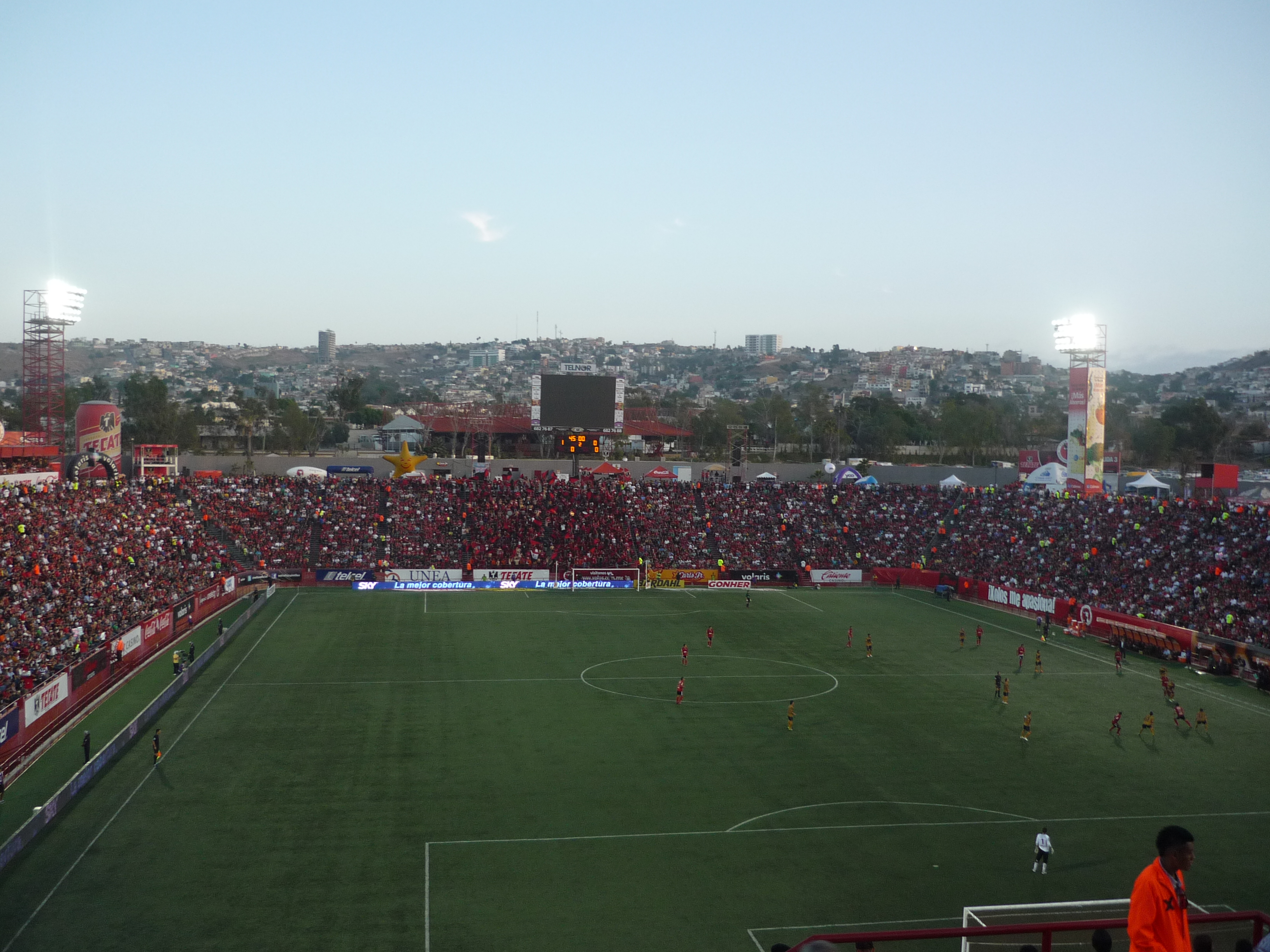
A Xoloitzcuintles stadionja, az Estadio Caliente

Tijuana labdarúgócsapata, a Club Tijuana Xoloitzcuintles de Caliente a mexikói első osztályban (Primera División) játszik, stadionja az Estadio Caliente. Nevüket egy mexikói kutyafajtáról, a mexikói meztelen kutyáról kapták.
Két jelentősebb kosárlabdacsapat működik a városban: a Galgos de Tijuana („Tijuanai Agarak”) a mexikói első osztályban játszik, míg a főleg USA-beli játékosokból álló Tijuana Dragons az Egyesült Államok egyik bajnokságában, az ABA-ban szerepelt, de már nem játszik ott.
Emellett népszerű a baseball (stadionja az Estadio Cerro Colorado), a teke, a golf, és itt található a világ harmadik legnagyobb bikaviadal-arénája, mely az egyetlen, ami tengerparton fekszik.

## Gazdaság
Amellett, hogy a város jelentős turisztikai célpont, hatalmas ipari központ is. A 2000-es években Tijuana vált Észak-Amerika legjelentősebb egészségügyi eszközöket gyártó centrumává.
Az USA-beli Kaliforniához való közelsége, a helyben található sokrétű tudással rendelkező és viszonylag olcsó munkaerő nagy vonzerőt jelent a külföldi befektetők számára, akik az Észak-amerikai Szabadkereskedelmi Egyezmény előnyeit is kihasználva óriási ipari parkokat, úgynevezett maquiladorákat telepítettek a városba, melyekben ugyan alacsony bérért foglalkoztatják a dolgozókat, de mégis a minimálbér fölötti kereset bennük a jellemző.
Nagy szerepet játszik a város gazdaságában a turizmus. A San Ysidro átkelőhelynél naponta több tízezer ember lépi át a határt gyalogosan vagy autóval. A város fő turisztikuai központjai az Avenida Revolución környékén és az Agua Caliente központnál találhatók. Számos vendéglő, üzlet, gyógyszertár, bár és egyéb szórakozóhely várja az idelátogatókat. Különös vonzerőt jelent az USA-beli fiatalok számára, hogy Mexikóban 18 év az alkoholfogyasztás korhatára, míg a szomszédos Kalifornia államban 21 év.

## Közbiztonság, bűnözés

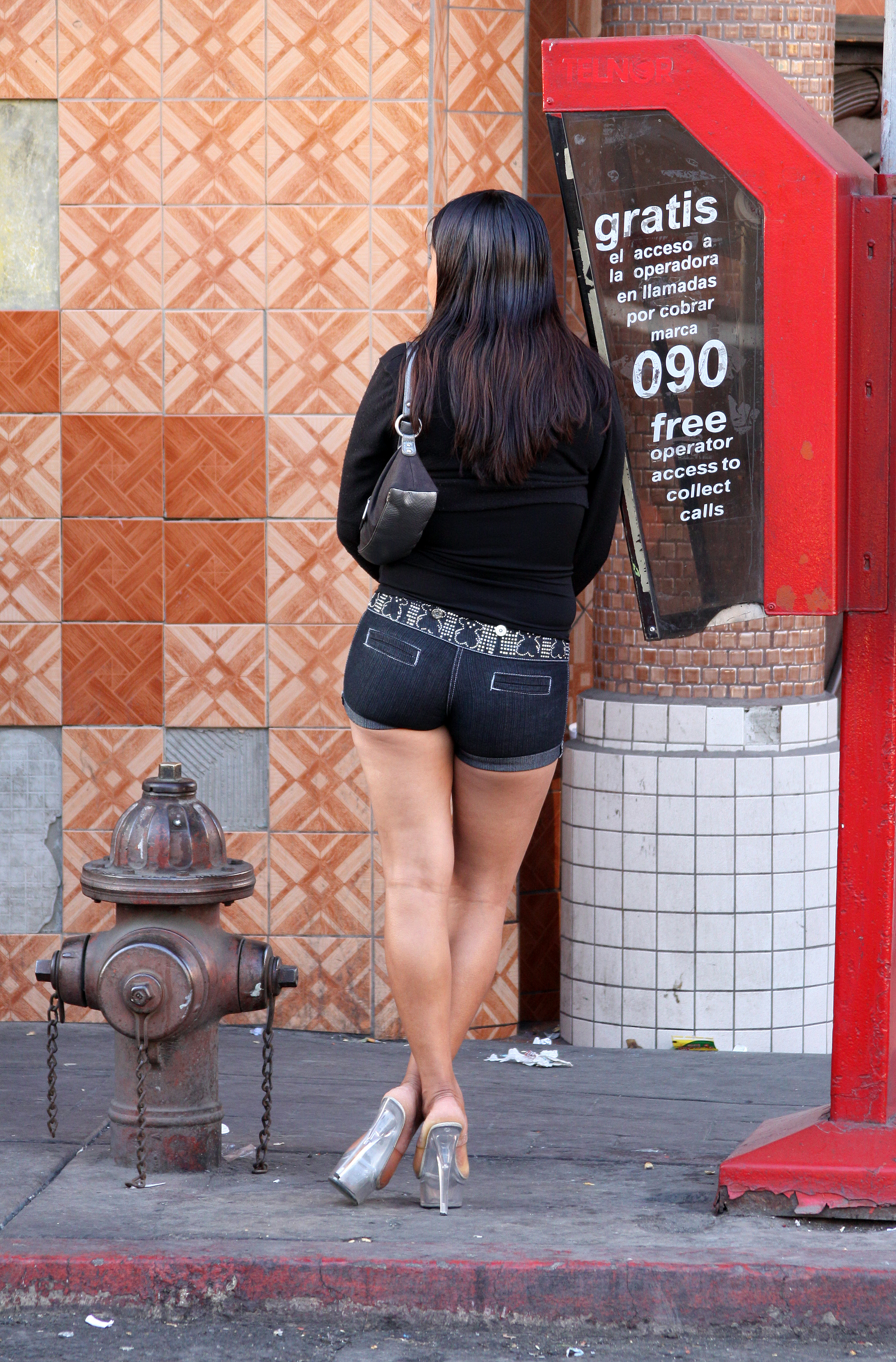
Egy prostituált Tijuanában

Ahogy szinte az összes északihatár-menti nagyváros Mexikóban, úgy Tijuana is hírhedt rossz közbiztonságáról. A város a mexikói drogháború fő helyszínei közé tartozik, székhelye a Tijuana kartell nevű bűnszervezetnek. 2010-ben 817 gyilkosságot követtek el a városban, ez a szám 2011-re visszaesett 509-re, de még így is felülmúlja a korábbi évek adatait. (Összehasonlításul: a 10 milliós Magyarországon 1994-ben volt legmagasabb a gyilkosságok száma, ekkor egy év alatt 310 embert öltek meg, de 2012-ben csak 113-at.) Főként a külvárosokban igen gyakoriak az erőszakos cselekmények, köztük a nemi erőszak is, rablások, autólopás, és nem ritka az emberrablás sem. A drogkereskedelem és a prostitúció mindennapos jelenség.
A rendőrség viszont pénzhiánnyal küzd és sok esetben alacsony képzettségű tagokkal bír, ráadásul a korrupció is átszövi, az igazságszolgáltatási rendszer pedig túlterhelt és nem elég hatékony, így a közeljövőben sem várható jelentős javulás a közbiztonság terén.
Főként éjszaka és egyedül egyáltalán nem ajánlott az utcán tartózkodni, még az autót sem célszerű az utcán hagyni, ha mégis, jól lezárva és riasztóval felszerelve. A bűnözők többnyire párosával vagy kisebb csoportokban támadják meg a járókelőket, késsel és gyakran lőfegyverrel rendelkeznek. A turisztikai központok táján nappal viszonylagos biztonság uralkodik.

## Testvérvárosai
A városháza előtt áll egy oszlop, melyen kis irányjelző táblákon felsorolták Tijuana testvérvárosait. A következő nevek olvashatók rajta:
| Város                  | Ország        |
| ---------------------- | ------------- |
| Puszan                 | Dél-Korea     |
| Pancsin                | Kína          |
| Baiyin (Kanszu)        | Kína          |
| Havanna                | Kuba          |
| Słubice                | Lengyelország |
| Mazatlán               | Mexikó        |
| El Grullo              | Mexikó        |
| Rosarito               | Mexikó        |
| Cancún                 | Mexikó        |
| La Paz                 | Mexikó        |
| Colima                 | Mexikó        |
| Santiago Tianguistenco | Mexikó        |
| Ciudad Juárez          | Mexikó        |
| Tepic                  | Mexikó        |
| Los Cabos              | Mexikó        |
| Puebla                 | Mexikó        |
| San Diego              | USA           |

Emellett 2012-ben megkezdődtek a tárgyalások a testvérvárosi kapcsolat kialakítására a mexikói Veracruz állambeli Boca del Ríóval is.